# Simion Oros
Simion Oros (n. 21 ianuarie 1885, Șimleu Silvaniei — d. 5 mai 1972, Șimleu Silvaniei) a fost un pedagog, gazetar, literat, om de cultură din Transilvania. 

## Biografie
S-a născut la Șimleu Silvaniei din părinții Ștefan Oros și Ana Petraș. A urmat cursurile Școlii primare și Gimnaziul Franciscan Minorit la Șimleu Silvaniei. A absolvit Preparandia de la Oradea (1904), luând diploma de capacitate pentru învățători, astfel că în perioada 1904-1913 a predat la școala confesională română unită din Șimleu. După desființarea acestei școli în 1914 a fost mutat la Jibou și apoi la Carei. Din anul 1920 până în 1937 a fost director al școlii Primare din Șimleu Silvaniei, iar în perioada 1937-1940 a fost învățător și director al școlii primare din Zalău și o perioadă revizor școlar. În perioada în care și-a desfãșurat activitatea la Zalău, a îndeplinit și funcția de președinte al Asociației Meseriașilor. În timpul ocupației maghiare, Ioan Oros a fost mutat la școala primară din Giurtelecu Șimleului. Începând din anul 1910 a fost unul din conducătorii Asociației Învățătorilor Români din Sălaj, fiind, în perioada 1905-1913, secretarul R.I.R.S. și apoi (1913–1919) președintele acestei asociații, funcție pe care a îndeplinit-o și în perioada 1926-1937. Sub președinția învățătorului Daniil Graur din Giurtelecu Șimleului, împreună cu Ioan P. Lazăr și Emil Pocola este fondator al săptamanalului Gazeta Învățătorilor în 1912. Colaborãri: Foaia Scolasticã (Blaj), Gazeta de Duminecă, Școala Noastră, reviste în care a publicat dări de seamă, studii, biografii, polemici etc. 

## Distincții
Pentru meritele sale in evolutia progresista a învățământului, pentru elanul cu care a stiut sa se imbarbateze si acum nu demult la organizarea si conducerea vietii culturale si artistice in satele din zona Buciumi, prin decretul Nr. 414 din 28 iunie 1965, Simion Oros a fost distins cu titlul de "învățător emerit". 

## Cărți
- Memorial jubiliar (1912),
- Gramatica limbii române pentru minoritari (1919),
- Așa a fost să fie (1921),
- Almanahul dascãlilor noștri (1919-1936),
- Anuarul Școalelor primare din județul Sălaj (1921-1922).